# Patricia Charbonneau
Patricia Charbonneau (Valley Stream, 19 april 1959) is een Amerikaans actrice.

## Biografie
Charbonneau werd geboren in Valley Stream als jongste van tien kinderen, bij een Fransman vader en een Oostenrijkse moeder. Charbonneau heeft de high school doorlopen aan de Valley Stream High School in Valley Stream waar zij in 1977 haar diploma haalde. Hierna ging zij Theaterwetenschappen studeren aan de universiteit van Boston in Boston, na een maand verliet zij de universiteit om deel te nemen in een theatergezelschap en besloot om haar carrière voort te zetten als actrice.
Charbonneau is naast actrice ook actief als lerares in acteren voor kinderen en tieners op de Hudson Academy of Performing Arts in Taghkanic (Columbia County (New York)).

## Filmografie

### Films
Uitgezonderd korte films.
- 2020 Skipping Stones - als mrs. Travers
- 2008 100 Feet – als Francess
- 1999 One Special Night – als Lori
- 1999 California Myth – als Barbara
- 1999 She's All That – als Lois Siler
- 1999 The Arrangement – als Marion Markel
- 1998 Kiss the Sky – als Franny
- 1996 Portraits of a Killer – als Carolyn Price
- 1991 K2 – als Jacki
- 1991 Captive – als Karen
- 1991 The Owl – als Danny Santerre
- 1990 RoboCop 2 – als RoboCop technicus
- 1990 Brain Dead – als Dana Martin
- 1989 Desperado: Badlands Justice – als Emily Harris
- 1988 Disaster at Silo 7 – als Kathy Fitzgerald
- 1988 Call Me – als Anna
- 1988 Shakedown – als Susan Cantrell
- 1986 Manhunter – als Mrs. Sherman
- 1986 C.A.T. Squad – als Nikki Blake
- 1985 Desert Hearts – als Cay Rivvers
- 1983 MysteryDisc: Many Roads to Murder – als Tracey Lowe

### Televisieseries
Uitgezonderd eenmalige gastrollen.
- 1995 SeaQuest DSV – als Elaine Morse – 2 afl.
- 1988 – 1989 Wiseguy – als Carole Sternberg – 5 afl.
- 1986 – 1987 Crime Story – als Inger Thorson – 7 afl.

- Biblioteca Nacional de España: XX1096001
- Bibliothèque nationale de France: cb141635038 (data)
- Gemeinsame Normdatei: 128998204X
- International Standard Name Identifier: 0000 0001 1937 692X
- Library of Congress Control Number: no97061118
- Nederlandse Thesaurus van Auteursnamen: 073778397
- Virtual International Authority File: 92901633
- WorldCat: E39PBJtmvyDd7vr6VG6TFh34v3